# Darcy Aleixo Derenusson
Darcy Aleixo Derenusson (1916-2002), foi um engenheiro civil autor do plano urbanístico de Boa Vista/RR - Terceira capital projetada do Brasil, fazendo alusão às ruas de Paris, na França e com traçado também inspirado em Belo Horizonte, a primeira cidade projetada do Brasil. Ele era formado pela antiga Escola Politécnica do Rio de Janeiro, hoje Universidade Federal do Rio de Janeiro - UFRJ.

## Boa Vista
Boa Vista é um município brasileiro e capital do estado de Roraima, Região Norte do país. Concentrando cerca de dois terços dos habitantes do estado, situa-se na margem direita do rio Branco. Sua população, de acordo com estimativas do Instituto Brasileiro de Geografia e Estatística (IBGE), era de 320 714 habitantes em 2015. É sede da Região Metropolitana de Boa Vista, além de ser a capital estadual mais setentrional do Brasil e a única localizada totalmente ao norte da linha do Equador e a mais distante de Brasília, capital federal, e de São Paulo, principal metrópole do país.
Moderna, Boa Vista se destaca pelo traçado urbano organizado de forma radial, planejado no período entre 1944 e 1946 pelo engenheiro civil Darcy Aleixo Derenusson, lembrando um leque, em alusão às ruas de Paris, na França bem como a Belo Horizonte, outra cidade planejada brasileira. Foi construído no governo do capitão Ene Garcez, o primeiro governador do então Território Federal do Rio Branco. As principais avenidas do centro da cidade convergem para a Praça do Centro Cívico Joaquim Nabuco, onde se concentram as sedes dos poderes executivo, legislativo e judiciário estaduais, além de pontos culturais (teatros e palácios), hotéis, bancos, correios e a catedral diocesana. O planejamento da cidade foi uma estratégia governamental para a ocupação da Amazônia durante o governo de Getúlio Vargas. 

## Presidente do Conselho Regional de Engenharia do Rio de Janeiro[1]- CREA-RJ

### Darcy Aleixo Derenusson – Mandato: 1982/1984
Nascido em 1916, o engenheiro civil carioca Darcy Aleixo Derenusson foi presidente do CREA-RJ de 1982 até 1984. Dentre as funções exercidas em sua vida profissional, também foi diretor do Departamento de Engenharia Civil da Universidade Gama Filho e fundador do Departamento de Engenharia Civil da Universidade do Estado do Rio de Janeiro.
Trabalhou como Fiscal de Obras na Superintendência de Recursos e Saneamento, na construção do Aterro do Flamengo e dos Túneis Rebouças e Dois Irmãos. Recebeu os prêmios Pioneiros da Cidade concedidos pela prefeitura de Boa Vista - Roraima, a medalha do CONFEA e CREA-RJ. A grande paixão do Dr. Darcy, como profissional da Engenharia, foi a construção da cidade de Boa Vista, hoje capital de Roraima.

## Plano Urbanístico de Boa Vista
O Plano Urbanístico de Boa Vista foi ganho num concurso público para se projetar uma nova capital para o recém criado Território Federal de Rio Branco e fazia parte de uma política de desenvolvimento para os novos Territórios Federais. Ele representava a afirmação do sentido de território brasileiro e de autonomia nacional.
A equipe encarregada de implantar o projeto encabeçado pelo engenheiro Darcy Aleixo Derenusson realizou um levantamento topográfico planialtimétrico e cadastral de Boa Vista e dos arredores, com a elaboração de uma planta baixa do núcleo edificado, e fazendo também um recenseamento geral da população de então, estudos sócio-econômicos, projeto do plano diretor da cidade, projeto de abastecimento de água e da rede coletora de esgotos, planejamento de galerias de águas pluviais e o sistema de energia elétrica com o detalhamento da rede de distribuição. Fez também o projeto arquitetônico dos principais edifícios públicos, escolas, praças e algumas residências. Esse plano envolveu um total de cerca de mil plantas que detalhavam minuciosamente a quantidade de materiais necessários a cada obra.

### Pensamento de Darcy Aleixo Derenusson acerca do traçado de Boa Vista
Para Darcy Aleixo Derenusson, a cidade de Boa Vista mostrava a afirmação de autonomia nacional daquele território, onde afirmava que "as avenidas radiais partindo de um centro gerador, buscam os confins do norte de nosso território, irradiando a energia de seu povo, como a protegê-lo, Roraima, guardião do Norte."